# Пелегрино Парменсе
Пелегрино Парменсе (итал. Pellegrino Parmense) је насеље у Италији у округу Парма, региону Емилија-Ромања.
Према процени из 2011. у насељу је живело 420 становника. Насеље се налази на надморској висини од 427 м.

## Становништво
Према резултатима пописа становништва 2011. у општини је живело 1.066 становника.
| 1951. | 1961. | 1971. | 1981. | 1991. | 2001. | 2011. |
| ----- | ----- | ----- | ----- | ----- | ----- | ----- |
| 4.214 | 3.144 | 2.068 | 1.655 | 1.468 | 1.285 | 1.066 |